# Kenneth Pinyan
Kenneth Pinyan (Gig Harbor, 22 juni 1960 - Enumclaw, 2 juli 2005) was een ingenieur bij de Amerikaanse vliegtuigbouwer Boeing die postuum bekendheid verwierf door zijn doodsoorzaak: Acute buikvliesontsteking veroorzaakt door een darmperforatie die het gevolg was van anale seks met een hengst. Pinyans werdegang was het onderwerp van een documentaire die een groot succes had op het Sundance festival in 2007.

## Gebeurtenis
Naast zijn werkzaamheden in de luchtvaartindustrie produceerde Pinyan tezamen met enkele anderen dierenpornofilms, waarin hij optrad onder het pseudoniem Mr. Hands. Op de fatale dag deed hij zulks, vergezeld door de cameraman James Michael Tait en een onbekende derde, op een boerderij in King County met een Arabische hengst die door de betrokkenen als Big Dick aangeduid werd. Tijdens de seks werd Pinyan getroffen door een darmperforatie. Hij werd daarop door zijn maten meegenomen en gedumpt in de spoedeisende hulpafdeling van het Enumclaw Community ziekenhuis. Aldaar werd door de artsen diens overlijden vastgesteld. Zijn vrienden hadden zich ijlings en zonder zich bekend te maken uit de voeten gemaakt, maar konden later aan de hand van het kenteken op de auto geïdentificeerd worden.

## Nasleep
Het verhaal veroorzaakte veel commotie in Washington en daarbuiten; de berichtgeving in The Seattle Times was met stip het meest gelezen artikel van het jaar. De krant besloot tot publicatie over te gaan nadat bekend werd dat de boerderij vaker voor dit soort aangelegenheden gebruikt werd. 
Het bleek dat de andere betrokkenen niet vervolgd konden worden, daar op dat ogenblik bestialiteit in de staat Washington niet strafbaar was. Naar aanleiding van de dood van Pinyan is er in 2006 wetgeving van kracht geworden die seks met dieren verbiedt, en ook het filmen daarvan strafbaar stelt.
Op internet circuleerde een filmpje onder de titel ´2 Guys 1 Horse´ (starring Mr. Hands), waarin een man wordt getoond die voorovergebukt staat en zich door een paard laat penetreren. De naam was een knipoog naar 2 Girls 1 Cup. Dit filmpje was waarschijnlijk aanvankelijk als dierenpornografisch materiaal bedoeld maar ging een eigen leven leiden als shock video.